# ホワイト・プリンセス (2004年の映画)
『ホワイト・プリンセス』（First Daughter）は、2004年のフォレスト・ウィテカー監督のロマンティック・コメディ映画。
映画のエンドクレジットに、マイケル・ケイメンを偲ぶメッセージが入れられている。

## あらすじ
アメリカ大統領の娘、サマンサはすくすくと成長し、今は大学生。彼女は学園での生活の際も自分にまとわりついてくるシークレット・サービスが鬱陶しく感じるようになり、自分からシークレット・サービスを引き離してほしいと頼み、大統領はその要求を仕方なく受け入れた。それでもなお彼女の身が心配な大統領はサマンサには内緒で若いシークレット・サービスを大学に忍ばせた。
サマンサは、学園で寮長のジェームズと出会い、恋に落ちるが、あることがきっかけで彼の秘密を知ってしまう。

## キャスト
※括弧内は日本語吹替。
- サマンサ・マッケンジー - ケイティ・ホームズ（宮島依里）
- マッケンジー大統領 - マイケル・キートン（安原義人）
- ジェームズ - マーク・ブルーカス（川本克彦）
- ミア - エイメリー（園崎未恵）
- リズ・パパス - レラ・ローション
- メアリー・マッケンジー - マーガレット・コリン（宮寺智子）
- エージェント・ボック - マイケル・ミルホーン（英語版）
- エージェント・ディラン - ドウェイン・アドウェイ
- 本人役 - ヴェラ・ウォン